# Jan Gebauer

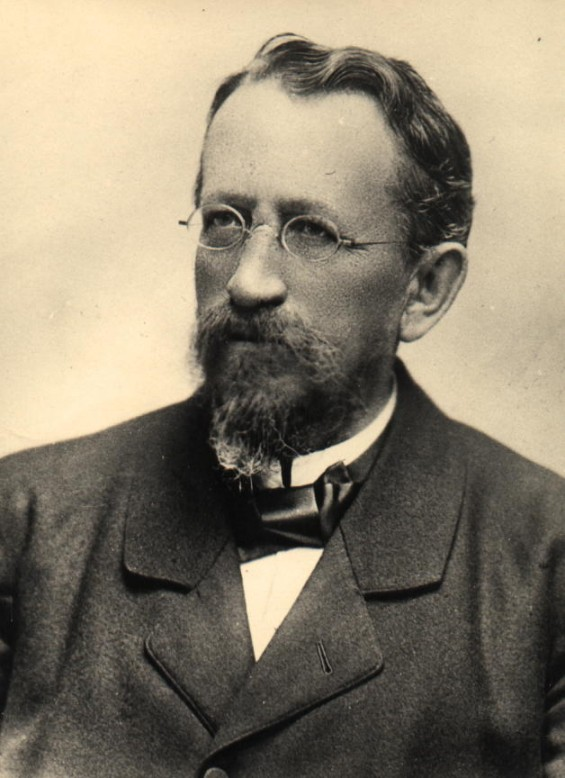
Jan Gebauer

Jan Gebauer (* 8. Oktober 1838 in Úbislavice bei Neupaka; † 25. Mai 1907 in Prag) war tschechischer Sprachwissenschaftler und Literaturhistoriker.

## Leben
Nach der Matura am Gymnasium in Gitschin studierte er an der Prager Karls-Universität klassische und slawische Sprachwissenschaften. Danach unterrichtete er an Realschulen in Prag und Pardubitz und arbeitete in der Redaktion des Lexikons František Ladislav Riegers (Riegrův slovník naučný) mit.
1873 habilitierte er an der Karls-Universität in den Fächern tschechische Sprache und Literatur. Später erweiterte er sein Wirken auf die gesamte slawische Philologie. 1860 wird er zum Professor der philosophischen Fakultät berufen, wechselt nach der Sprachentrennung der Universität 1882 zu der tschechischsprachigen, an der er bis zu seinem Tode unterrichtet. Von 1890 bis 1891 ist Gebauer Dekan der philosophischen Fakultät, von 1899 bis 1900 Rektor der Universität. 1899 wurde er zum korrespondierenden Mitglied der Russischen Akademie der Wissenschaften in Sankt Petersburg gewählt.
Seine Tochter ist die Schriftstellerin Marie Gebauerová.

## Person
Jan Gebauer wird als der Gründer der modernen tschechischen Sprachwissenschaft gesehen. Der Philologe und Universitätsprofessor war Vertreter der junggrammatikalischen Schule. Er setzte sich gemeinsam mit Jaroslav Goll und Tomáš Garrigue Masaryk mit den Fälschungen der Grünberger und Königinhofer Handschrift auseinander. Die Echtheit widerlegte er durch sprachwissenschaftliche Argumente.

## Werke
Gebauers Hauptwerke sind die historische Grammatik des Tschechischen (Historická mluvnice českého jazyka) und das Alttschechische Wörterbuch (Slovník staročeský), das unvollendet geblieben ist. Daneben schrieb er zahlreiche wissenschaftliche Artikel für Zeitungen und Zeitschriften.

### Publikationen
- Slovo o kritiku p. Fr. Prusíkovi, Prag 1878
- Pravidlo o staročeském e a ě a nové námitky proti jeho pravosti, Prag 1880
- Staročeský zlomek Evangelia svato-Janského a filologické svědectví o jeho původu, Prag, Matice česká 1881
- Zpráva o chemickém a drobnohledném ohledání některých rukopisů musejních, Prag, 1887.
- Poučení o padělaných rukopisech Královédvorském a Zelenohorském, Prag 1888
- O nové obraně padělaného Rukopisu Královédvorského. (Proti nové obraně pravosti Rkp. Král. od V. Flajšhanse), Prag 1896, 104 s.

### Studien und Artikel
Studie a články prof. Gebauera:
Kralodvorský rukopis a Katholische Literaturzeitung
- Ein Beitrag zur Erklärung der Königinhofer Handschrift, ASPh 1877, II, S. 143–155 Entgegnung. (Zeitschr. für österreich. Gymn., 1878)
- Königinhofer Handschrift (Allgemaine Encyklopädie…, Leipzig 1885)
- Chemische und mikroskopische Prüfung der Königinhofer Handschrift, 1887
- Unechtheit der Königinhofer und Grünberger Handschrift, 1887
- Unechtheit der Königinhofer und Grünberger Handschrift. 1888